# Yangji (köpinghuvudort i Kina, Hubei Sheng, lat 31,22, long 112,99)
Yangji är en köpinghuvudort i Kina. Den ligger i provinsen Hubei, i den centrala delen av landet, omkring 140 kilometer nordväst om provinshuvudstaden Wuhan. Antalet invånare är 12 758. Befolkningen består av 6 248 kvinnor och 6 510 män. Barn under 15 år utgör 11,0 %, vuxna 15-64 år 78 %, och äldre över 65 år 10,0 %.
Runt Yangji är det ganska tätbefolkat, med 199 invånare per kvadratkilometer. Närmaste större samhälle är Sunqiao, 14,8 km söder om Yangji. I omgivningarna runt Yangji växer i huvudsak blandskog.
Genomsnittlig årsnederbörd är 1 226 millimeter. Den regnigaste månaden är september, med i genomsnitt 179 mm nederbörd, och den torraste är december, med 15 mm nederbörd.